# Pseudoctomeris sulcata
Pseudoctomeris sulcata is een zeepokkensoort uit de familie van de Chthamalidae. De wetenschappelijke naam van de soort is voor het eerst geldig gepubliceerd in 1932 door Nilsson-Cantell.